# مسلمیه
مسلمیه، روستایی از توابع بخش مرکزی شهرستان اهواز در استان خوزستان ایران است.
مسلمیه
جمعیت 102خانوار
سرشار از منابع نفتی حدود63 چاه نفت دارد ولی اب شرب ولوله کشی وگاز رسانی ندارد

## جمعیت
این روستا در دهستان غیزانیه قرار دارد و براساس سرشماری مرکز آمار ایران در سال ۱۳۹۵، جمعیت آن ۴۲ نفر (۱۰خانوار) بوده‌است.